# Gasa (Bután)
Gasa es un pueblo y la capital del distrito de Gasa, al noroeste de Bután. La población con la que contaba en 2005 era de 402 habitantes, mientras que en 2017 su población era de 779 personas.

## Geografía

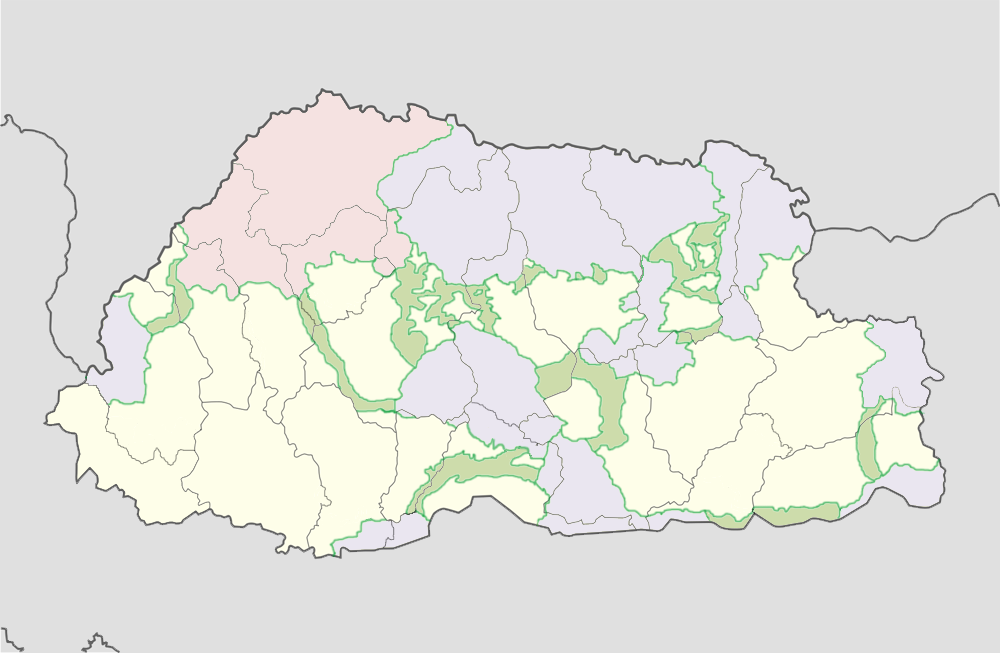
Distribución del parque Jigme Dorji (en rosa)

Ubicado a 2.761 metros sobre el nivel del mar, la población se encuentra en las estribaciones del Himalaya. Toda la región es un área ambientalmente protegida de Bután, incluyendo a Gasa. La mayor parte del dzongkhag se encuentra dentro del parque nacional Jigme Dorji. Las manadas conocidas de takín salvajes habitan la región, además otros animales moran en esas alturas de la cordillera.

## Economía y urbanismo

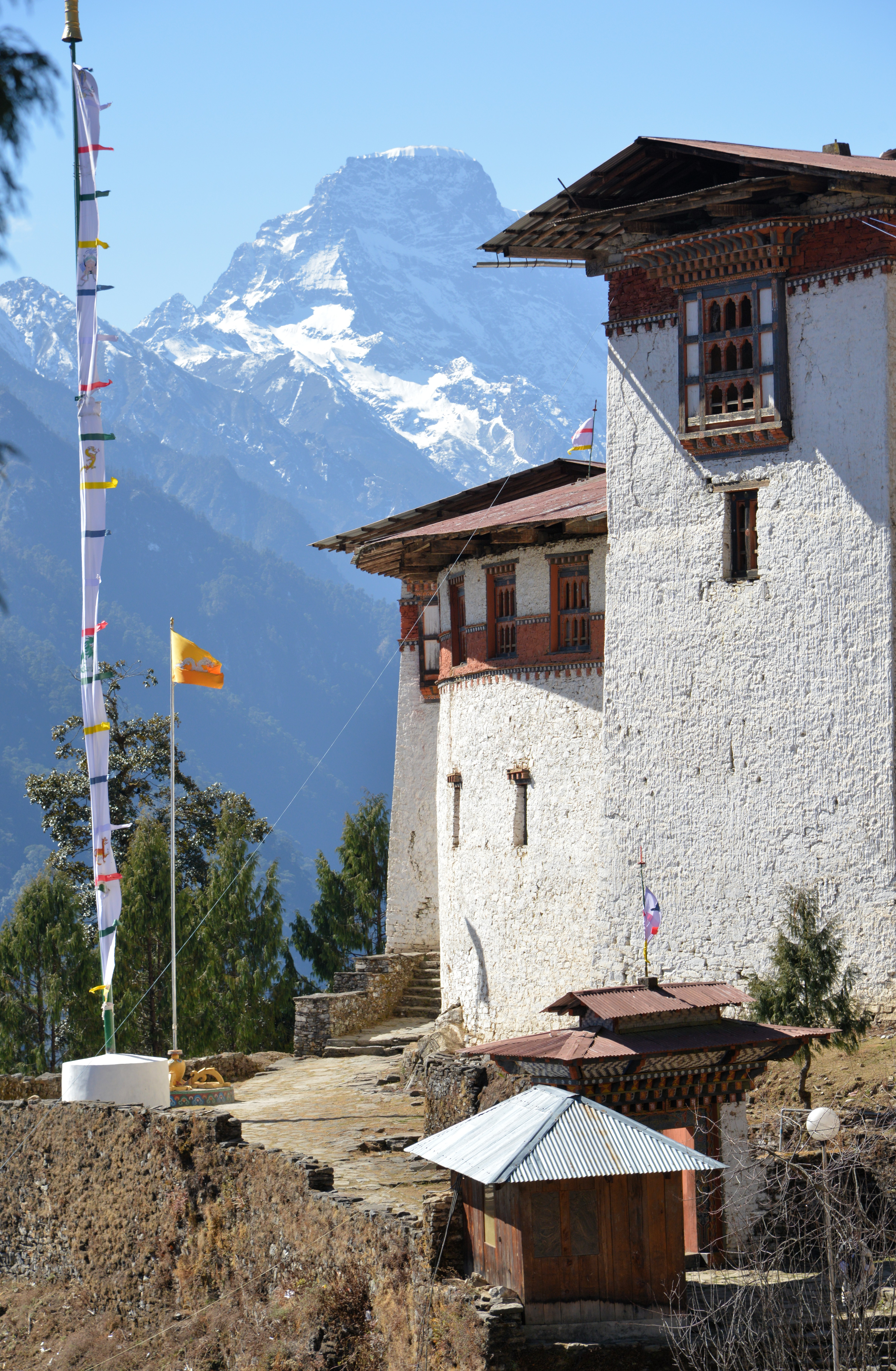
El dzong de Gasa

Gasa cuenta con alrededor de una docena de pequeñas tiendas, una escuela, un pequeño puesto de policía, una clínica, una oficina forestal y la oficina de administración del distrito ubicada en su dzong. Este fue construido por Shabdrung en 1646 para conmemorar las victorias sobre los tibetanos, y luego defendió al país contra varias invasiones en los siglos XVII y XVIII. Una de las mayores actividades económicas de la región es la ganadería de yaks.

## Desarrollo
En 2004 se completó la carretera de 12 kilómetros desde Tashithang hasta Gasa, el dzongkhag más remoto y menos poblado. A finales de la década de 1990 la red telefónica llegó al distrito. El 7 de mayo de 2006, Gasa se convirtió en la última región en ser electrificada. La implementación de la electricidad y las carreteras mejoraron el estilo de vida de los Gasaps y Layaps, grupos étnicos de la zona, ya que al mejorar el transporte se incrementó la producción de la ganadería de yaks.